# Laodike (Gattin des Nikomedes III.)
Laodike (altgriechisch Λαοδίκη Laodíkē; * um 140 v. Chr.) war die älteste Tochter des Königs Mithridates V. von Pontos.
Zuerst heiratete sie den König Ariarathes VI. von Kappadokien. Nachdem dieser auf Veranlassung ihres Bruders Mithridates VI. von Pontos getötet worden war (um 111 v. Chr.), übte sie als Regentin die Vormundschaft für ihren Sohn Ariarathes VII. aus. Als König Nikomedes III. von Bithynien die Grenzen ihres Landes überschritt, bat Laodike ihren Bruder Mithridates VI. um Unterstützung, doch Nikomedes III. überredete sie schnell zu einer Hochzeit mit ihm (um 101 v. Chr.).
Laodike ging nun mit ihrer Tochter Nysa nach Bithynien. Mithridates VI. gab nun vor, seinen Neffen Ariarathes VII. beschützen zu wollen, beseitigte ihn aber bald persönlich. Auf die Bitte des Nikomedes III. reiste Laodike nun mit einem Jungen nach Rom, den sie als einen zweiten Sohn ihres ersten Gemahls Ariarathes VI. ausgab und damit als (angeblich) legitimen Thronfolger Kappadokiens, dessen Ansprüche der Senat aber nicht anerkannte.